# Eotetranychus crossleyi
Eotetranychus crossleyi är en spindeldjursart som beskrevs av Flechtmann och Hunter 1971. Eotetranychus crossleyi ingår i släktet Eotetranychus och familjen Tetranychidae. Inga underarter finns listade i Catalogue of Life.